# Accord global et inclusif de Pretoria
Pour les articles homonymes, voir Accord de Pretoria.
 (juin 2017).
Si vous disposez d'ouvrages ou d'articles de référence ou si vous connaissez des sites web de qualité traitant du thème abordé ici, merci de compléter l'article en donnant les références utiles à sa vérifiabilité et en les liant à la section « Notes et références ».
L'accord global et inclusif de Pretoria est un accord signé le 16 décembre 2002 à Pretoria, en Afrique du Sud, entre le Rwanda et la république démocratique du Congo (RDC), dans le but de mettre un terme à la deuxième guerre du Congo. 
L'accord a été précédé par l'accord de cessez-le-feu de Lusaka. Il est suivi en RDC par la constitution de la transition en 2003 et le gouvernement de transition ou gouvernement 1 + 4 le 30 juin 2003.